# Heinrich Kreipe
Karl Heinrich Georg Ferdinand Kreipe (1895 à Niederspier - 1976 à Northeim) est un général de division allemand de la Seconde Guerre mondiale, chevalier de l’ordre de la croix de fer en 1941. Il est principalement connu pour avoir été enlevé par le SOE britannique avec l'aide de la résistance grecque en avril 1944.

## Biographie
Engagé volontaire en août 1914, sous-officier puis lieutenant de réserve en 1915 dans le 237e régiment d'infanterie de réserve, Heinrich Kreipe combat sur le front occidental et gagne les croix de fer de 2e classe en 1916 puis de 1re classe en 1918.
Il reste dans l’armée après l’Armistice de 1918 et la défaite de l'Allemagne. 
Pendant la Seconde Guerre mondiale, il est chef de corps du 209e régiment d’infanterie et il combat en France en mai-juin 1940 et participe notamment à la bataille de Toul (18 juin 1940). Il est ensuite sur le front de l'Est de mai 1941 à mai 1942. 
De juin à septembre 1943 il est de nouveau sur le front russe à la tête de 79e division d’infanterie. 
Du 1er mars 1944 jusqu’à sa capture le 26 avril 1944, par une équipe du SOE britannique en Grèce dirigée par le commandant Patrick Leigh Fermor et le capitaine W. Stanley Moss, il commande la 22e division d’infanterie en Crète. 
Cette opération inspire en 1957 le film Ill met by moonlight aux réalisateurs britannique et hongrois Michael Powell et Emeric Pressburger. Dirk Bogarde y joue le rôle du commandant "Paddy" Leigh Fermor, David Oxley celui du capitaine William "Billy" Stanley Moss, et Marius Goring celui du général Heinrich Kreipe.
Le général Kreipe est interné par les Britanniques jusqu’en 1947.
En 1972, la télévision grecque décide de réunir les principaux protagonistes de l'opération de capture de Kreipe. À cette occasion, Heinrich Kreipe retrouve son ancien ravisseur, Patrick Fermor, contre lequel il déclarera n'avoir gardé aucune rancune.